# De aardmannetjes
De aardmannetjes is een sprookje uit Friesland.

## Het verhaal
In oeroude tijden lopen Sjoerd de Bult en zijn vrouw van de veldarbeid naar huis en ontmoeten aardmannetjes die hen willen aanvallen. Maar ze zijn bang voor de mestgreep, een vork met drie tanden, en zien ervan af. De aardmannetjes willen een reidans maken met Sjoerd en beloven zijn tempo aan te houden, ze zweren dat op het heilig kruis. Zijn vrouw gaat weg met de mestgreep en Sjoerd danst mee in een enorm tempo, waarbij de aardmannetjes de dagen maandag, dinsdag en woensdag zingen. Sjoerd vult de dagen donderdag, vrijdag en zaterdag. De aardmannetjes vragen Sjoerd of hij rijk wil worden of mooi. Sjoerd wil zijn bochel niet langer en ze werpen hem als een kaatsbal in de lucht. Als hij weer op aarde komt, is zijn bochel weg en hij rent naar huis. Zijn vrouw is verbaasd en de dorpelingen ook.
Een schele, roodharige snijder (Semme Stamelaar, omdat hij stottert) heeft een kwaadaardige natuur en is gierig. Hij hoort het verhaal van Sjoerd en gaat naar het korenveld. Hij wil het liedje van de aardmannetjes wel aanvullen, maar stottert als hij zondag zegt. De aardmannetjes geven hem ook de keus en Semme kiest wat Sjoerd niet wilde. Als hij weer op aarde komt, heeft hij een bult. De dorpelingen lachen hem uit en Semme gaat kwaad achterstallige huur innen, maar Sjoerd blijkt sterker dan hij te zijn. Sjoerd gaat met de mestgreep en een graanzak naar het korenveld en danst met de aardmannetjes. De aardmannetjes zijn door Sjoerd bevrijd, ze moesten iedere avond in het maanlicht dansen totdat iemand het liedje aanvulde. Ze mogen wegzinken in de diepte en vullen de graanzak met kleine zakjes goud. Sjoerd gaat met zijn vracht naar huis en vindt aardkluiten, steentjes en dorre bladeren. Sjoerd neemt wijwater en hiermee verandert alles weer in goud en edelstenen.

## Achtergronden

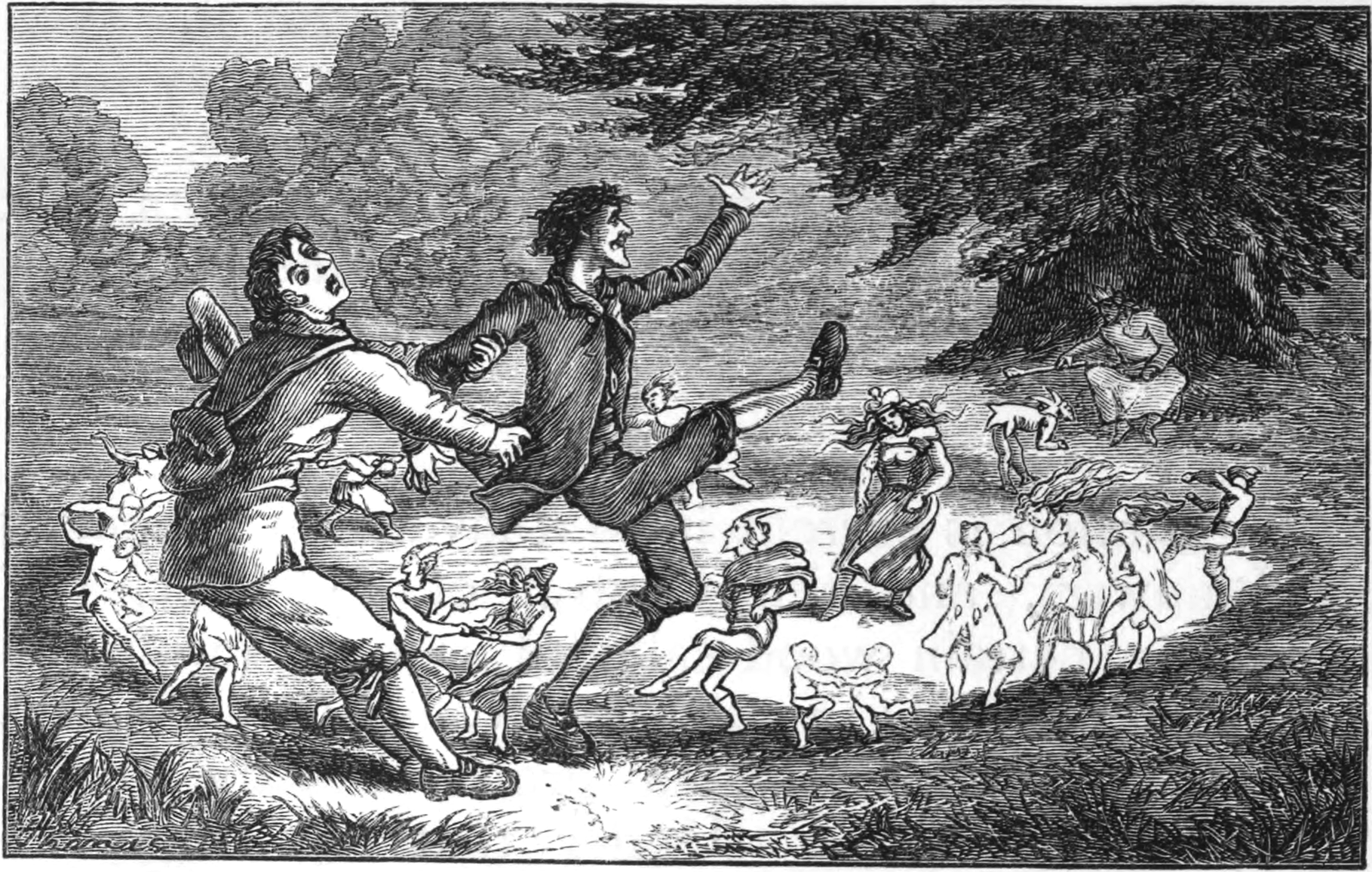
Er zijn veel verhalen over de dansen van mythologische wezens. Hier redt een man zijn vriend uit een feeënring, British Goblins: Welsh Folk-lore, Fairy Mythology, Legends and Traditions, 1860

- De beloning lijkt op die welke werd gegeven door De drie mannetjes in het bos en Vrouw Holle.
- Het kleine, grijze of oude mannetje treedt vaak op als helper van de mens, maar kan ook boosaardig zijn. Denk ook aan een kabouter, dwerg, gnoom, trol of onderaardse geest. Zie hiervoor ook Het zingende botje (KHM28), De kabouters (KHM39), Repelsteeltje (KHM55), De bijenkoningin (KHM62), De gouden gans (KHM64), Het aardmanneke (KHM91), Het water des levens (KHM97), De geest in de fles (KHM99), De jood in de doornstruik (KHM110), Vogel Grijp (KHM165), Sterke Hans (KHM166), De geschenken van het kleine volkje (KHM182) en De toverfles.
- Geschenken van toverwezens kunnen waardeloos lijken, maar blijken dan waardevol te zijn. Zie ook De roetzwarte broer van de duivel (KHM100), De zoete pap (KHM103), De geschenken van het kleine volkje (KHM182) en De toverfles. Het omgekeerde kan ook voorkomen, zoals in De duivel en zijn grootmoeder (KHM125). Deze motieven komen veelvuldig voor in Ierse en Bretonse sprookjes.
- Sommeltjes zijn aardmannetjes uit de volksverhalen van Texel.
- Het sprookje heeft grote overeenkomsten met Het is woensdag, woehoensdag uit Turkije. Hier gaat het om twee gebochelden, waarbij de eerste wordt verlost maar de tweede een dubbele bochel krijgt.
- Het weghalen (en toevoegen) van de bochel heeft overeenkomsten met de geschenken van Vrouw Holle.
- In Groningen is het verhaal De twee bultenaars bekend, hier overnacht een man in een kamer waar het spookt en rond twaalf uur 's nachts snijden mannen de bochel af. Als zijn broer dit hoort gaat hij naar dezelfde kamer, omdat hij ook wel van zijn bochel af wil. Hij krijgt echter een tweede bochel.
- In een inscriptie van de tempel van Asklepios in Epidauros vinden we ook een soortgelijk verhaal terug. De Thessaliér Pandaros had een brandvlek op zijn voorhoofd en deze verdween nadat hij de aanwijzingen die hij in een droom kreeg, had opgevolgd. De brandvlek kwam in een doek terecht. Hij spijkerde de doek aan de tempel en toen hij thuis kwam, zond hij een slaaf om een dankoffer aan de tempel te schenken. De slaaf had ook een brandvlek op zijn voorhoofd en hij beloofde de god een standbeeld, als hij ook van de vlek bevrijd zou worden. Toen hij de doek omdeed en daarna verwijderde, bleek hij twee brandvlekken op zijn voorhoofd te hebben.
- Er is ook een oud Japans volksverhaal over dansende demonen die een man van zijn gezwel afhelpen en een ander een dubbel gezwel bezorgen.[1] Er is een Frans volksverhaal over nachtdansertjes of kabouters die de bochel met zalf doen verdwijnen, als een ander zaterdag en zondag aan het liedje toevoegt krijgt hij een dubbele bochel.[2] In een ander sprookje krijgt het eerste meisje een geschenk van zes van de zeven dwergjes, de tweede krijgt ook geschenken van de zes en ook de zevende.[3] Aanpassen aan anderen is vaak belangrijk in sprookjes.[4][5] Vergelijk ook Het dankbare alvermanneke.
- In een volksverhaal uit Noord-Holland hebben drie palingboeren een bochel. De oudste kreeg ruzie met de middelste en kwakt hem tegen de kerkdeur. Zijn bochel zit aan de kerkdeur vast. De tweede wil zijn bochel ook wel kwijt en begint ook te vechten, waarna ook zijn bochel op de kerkdeur belandt. De derde laat zich tegen de kerkdeur gooien en heeft dan drie bochels[6]
- Vergelijk Het verhaal van Schele Guurte.